# Bandiera della disabilità
La bandiera della disabilità, bandiera del superamento o bandiera dei diritti delle persone con disabilità è la bandiera che rappresenta tutte le persone che hanno una disabilità. È stata creata dal ballerino valenciano Eros Recio nel 2017. La bandiera è stata presentata alle Nazioni Unite.

## Significato
La bandiera rappresenta le persone con disabilità e, tra le altre cose, rappresenta anche la lotta per i diritti delle persone con disabilità, l'orgoglio della disabilità o lo sport paralimpico.
I colori della bandiera sono ispirati ai giochi Paralimpici, l'evento più importante e rilevante per le persone con disabilità. È importante sottolineare che questo non deve essere confuso con un sentimento competitivo e meritocratico dell'evento stesso. Questi colori rappresentano davvero il superamento del collettivo di fronte alle avversità discriminatorie imposte dalla società, la vittoria sui nuovi diritti raggiunti per il collettivo e il successo nel prendere coscienza di questa disuguaglianza per difendere un futuro migliore. Questo, tra gli altri motivi, scatena l'orgoglio verso se stessi e la propria disabilità. Come sollevato e difeso da vari attivisti del movimento "Disability Pride". 
Secondo Eros Recio, i tre colori possono rappresentare anche le diverse forme di disabilità.
Tuttavia, il significato della bandiera è ampio e diversificato. Il suo creatore ritiene che dovrebbe essere il gruppo di persone con disabilità a decidere il suo significato più accurato. I movimenti per i diritti delle persone con disabilità sono eterogenei, il che spiega questa diversità di approcci.

## Storia
In occasione della Giornata internazionale delle persone con disabilità, il 3 dicembre 2017, i parlamentari dei paesi dell'America Latina si sono incontrati in un'assemblea plenaria in Perù. Per acclamazione, hanno dichiarato che la Bandiera è il simbolo di tutte le persone con disabilità.
Lo stesso giorno la bandiera è stata consegnata presso la sede europea delle Nazioni Unite. Molte città e comunità autonome spagnole espongono la bandiera della disabilità nella Giornata internazionale delle persone con disabilità. Ad esempio, nel 2018 è stato deciso di esporre la bandiera nella città di Santa Cruz de la Palma, sull'isola canaria di La Palma.
Il 17 luglio 2018, Recio si è esibito in un evento ufficiale a Miami con il supporto della Bryan's Art Foundation, un'organizzazione di artisti con disabilità negli Stati Uniti d'America.
Il 3 dicembre 2018, la bandiera è stata adottata dal Foment d'Esportistes amb Reptes (FER), un'organizzazione sportiva olimpica e paralimpica in Spagna.

## Influenza di "Pride Disability"
Il significato e il concetto della bandiera si sono evoluti nel tempo: la sua diffusione nei paesi occidentali ha contribuito ad un'importante influenza dei movimenti sociali contemporanei, soprattutto da parte del movimento "Disability Pride". Questo movimento ha le sue radici negli eventi di consapevolezza dell'orgoglio di altre comunità minoritarie, come l'orgoglio nero e l'orgoglio LGBT.
La prima sfilata dell'orgoglio per disabili negli Stati Uniti si è tenuta a Boston, nello stato del Massachusetts, nel 1990. Da allora, le sfilate dell'orgoglio per disabili si sono diffuse in molte zone degli Stati Uniti d'America. Si sono diffusi anche in altri paesi come Norvegia, Regno Unito, Corea del Sud e Germania. La Chicago Disability Pride Parade delinea gli obiettivi nella sua dichiarazione: 
- Cambiare il modo in cui le persone pensano e definiscono "disabilità".
- Spezzare e porre fine alla vergogna interiorizzata tra le persone con disabilità.
- Promuovere nella società l'idea che la disabilità sia una parte naturale e fondamentale della diversità umana di cui le persone con disabilità possono essere orgogliose.[19]

Queste idee sono state un'ispirazione per creare una bandiera che rappresentasse il collettivo in modo universale e globalizzato, non solo da utilizzare negli eventi "Disability Pride".

## Rapporto con Eros Recio
Secondo Eros Recio, la bandiera è disegnata con tre colori di tre metalli: oro, argento e bronzo; questi colori rappresentano tre dei principali tipi di disabilità: fisica, mentale e sensoriale. Il suo significato ha una natura generale. Ciò significa che ogni colore non rappresenta esclusivamente un tipo specifico di disabilità, ma piuttosto tutti nel loro insieme. Né significa che esclude altre forme di disabilità diverse dalle tre citate. Come la disabilità viscerale, multipla, neurodivergenza, ecc. È anche importante ricordare che non esiste un colore migliore di un altro. 
Il 12 dicembre 2019, Eros Recio ha partecipato a un atto ufficiale del Collegio dell'Arte Maggiore della Seta di Valencia, attraverso il quale è stata aggiunta alla mostra la bandiera della disabilità in seta. In questa occasione, Recio ha ribadito in un discorso che questa bandiera rappresenta tutte le persone con disabilità. Ha dichiarato:
(Eros Recio, Bandiera del Superamento e della Disabilità)
Durante l'atto viene menzionata l'incorporazione di una nuova definizione per la bandiera: "Bandiera del Superamento". La ragione di ciò è dovuta all'intenzione di evidenziare il carattere vendicativo della bandiera ed evitare la possibile segregazione sociale tipica della discriminazione capacitista.
Inoltre, sono stati consegnati piccoli striscioni in riconoscimento della sua opera sociale a: Vicente Genovés, Presidente del Collegio dell'Arte Maggiore della Seta; José María Chiquillo, presidente della Rete internazionale delle rotte della seta dell'UNESCO; rappresentanti di organizzazioni di persone con disabilità come la Fondazione Roig Alfonso o Aspaym CV e la scrittrice Carmen Carrasco.
Il design della bandiera e il suo concetto sono stati ispirati e influenzati da movimenti sociali come la comunità LGBT+. Eros Recio spiega che l'idea della bandiera è nata dopo aver appreso che non c'era ancora una bandiera che rappresentasse le persone con disabilità come gruppo.